# Stanisław Czapelski
Stanisław Celestyn Czapelski (ur. 7 września 1889 we Lwowie, zm. 5 lutego 1966 w Szczecinie) – polski aktor teatralny i filmowy, reżyser teatralny, dyrektor i administrator teatrów.

## Życiorys
Urodził się w rodzinie Kazimierza i Wandy. Był prawnukiem Witalisa Smochowskiego oraz siostrzeńcem Józefa Kotarbińskiego. Studiował na Akademii Lwowskiej, jednocześnie pobierając lekcje gry aktorskiej u Romana Żelazowskiego. w 1909 roku debiutował na scenie lwowskiego Teatru Miejskiego, z którym zespołem był związany do 1910 roku. Następnie występował w Łodzi (1910–1911), Poznaniu (Teatr Polski, 1911–1912), Warszawie (Teatr Letni 1912, Teatr Mały 1912–1913, Teatr Polski 1914–1915) oraz w polskim zespole w Połądze (1914). W 1915 roku, jako poddany austriacki został ewakuowany do Moskwy. Tam grał w zespole kierowanym przez Bronisława Skąpskiego, a następnie – do lata 1916 – w Teatrze Polskim pod dyrekcją Arnolda Szyfmana. W latach 1916–1917 grał amantów w filmach wytwórni Biofilm, kręconych w Moskwie i na Krymie (m.in. w filmie pt. Dusza w maskie, reżyserowanym przez A. Szyfmana).
Do Polski powrócił w 1918 roku. W latach 1918–1919 prowadził w Płocku zespół teatralny, natomiast w okresie 1919–1920 był aktorem krakowskiego Teatru Bagatela. Od 20 sierpnia 1920 roku objął kierownictwo Teatru Objazdowego Nr 1 Ministerstwa Spraw Wojskowych, składającego się ze zmobilizowanych aktorów. Z zespołem tym w okresie od października 1920 do lipca 1921 dał 250 przedstawień i 10 koncertów w miastach Pomorza. Następnie występował i reżyserował w Teatrze Polskim w Grodnie (1921–1922). Lata 1922–1924 spędził w Poznaniu, gdzie był dyrektorem administracyjnym tamtejszych Teatrów Miejskich oraz sekretarzem Teatru Wielkiego. W sezonie 1924–1925 grał i reżyserował w Katowicach i Sosnowcu, by znów powrócić do Poznania, gdzie do 1930 roku ponownie był dyrektorem administracyjnych w Teatrach Miejskich.
W 1930 wraz z Zygmuntem Zaleskim zawiązali spółkę, która stała się dzierżawcą Teatrów Miejskich we Lwowie (ich dyrektorem artystycznym oraz głównym reżyserem był Leon Schiller). Spółka przetrwała do września 1931 roku, kiedy to wyniku konfliktu pomiędzy Związkiem Dyrektorów Teatrów Polskich a ZASP część zespołu na czele z L. Schillerem wyjechała do Warszawy. Czapelski przeniósł się z grupą aktorów do Gdyni, gdzie przez kilka miesięcy prowadził zespół pod nazwą Teatr Polski, występujący m.in. również w Gdańsku, Chojnicach, Kościerzynie i Wejherowie. Wobec braku funduszy zespół zakończył działalność, a Czapelski powrócił do Warszawy, gdzie pełnił funkcję dyrektora administracyjnego Teatru Wielkiego.
Lata II wojny światowej spędził w Warszawie, gdzie kierował biurem budowlanym, a następnie był kierownikiem kina „Atlantic”. Ranny w powstaniu warszawskim, po zakończeniu walk wyjechał do Szczecina. Tam został mianowany naczelnikiem Wydziału Kultury i Sztuki Urzędu Pełnomocnika Rządu na Okręg Pomorza Zachodniego. Był odpowiedzialny za organizacje instytucji kulturalnych i pierwszych imprez artystycznych. Dzięki jego staraniom w 1946 roku powstał szczeciński Teatr Polski, natomiast w latach 1948–1951 był dyrektorem administracyjnym Robotniczego Towarzystwa Muzycznego, które stało się zaczątkiem Filharmonii Szczecińskiej. W latach 1946–1966 kierował również tutejszym Oddziałem ZAiKS.
Był dwukrotnie żonaty: od ok. 1920 roku z aktorką i śpiewaczką Jadwigą Fontanówną (1905–1975), następnie z Rosjanką Walentyną.
Zmarł w Szczecinie, pochowany na cmentarzu Centralnym w Szczecinie (kwatera 37B-15-1).

## Ordery i odznaczenia
- Krzyż Kawalerski Orderu Odrodzenia Polski
- Złoty Krzyż Zasługi (26 czerwca 1947)[2]
- Odznaka Honorowa Gryfa Pomorskiego

## Filmografia
- Ludzie bez jutra (1919) – Jerzy Kierski
- Na jasnym brzegu (1921)